# Audrey (duo comique)
Pour les articles homonymes, voir Audrey.
Récompenses
2018 - Grand Prix M-1 - Demi-finale
Audrey (オードリー, ôdôri) est un duo comique japonais (owarai konbi) composé de Masayasu Wakabayashi et Toshiaki Kasuga. Il fait partie de l'agence de divertissement K DASH Stage Co.,Ltd..
Le duo a été formé en avril 2000 et a atteint les demi-finales du Grand Prix M-1 en 2008.
L'origine du nom provient de l'actrice et mannequin britannique Audrey Hepburn.

## Membres
Wakabayashi est né le 20 septembre 1978  dans le quartier Chûô-ku à Tokyo. Il occupe le plus souvent le rôle du « tsukkomi » et écrit tous les sketches du duo. En tant qu'acteur, il a remporté le prix Wadaishô (話題賞, littéralement "la récompense buzz") dans la catégorie acteurs aux Japan Academy Film Prize en 2014 pour le film Himawari to Koinu no Nanokakan (ひまわりと子犬の7日間, littéralement Les sept jours de Himawari et ses chiots).
Kasuga est né le 9 février 1979  à Tokorosawa, dans la préfecture de Saitama. C'est le plus souvent le « boke » du duo, et ne participe pas à la création des sketches. 
En plus de la comédie, il est connu pour participer à des compétitions de kick-boxing, de nage avec palmes et de bodybuilding. Il a représenté le Japon au Finswimming Master World Cup (championnats du monde de nage avec palmes), organisé par la Confédération Mondiale des Activités Subaquatiques et a remporté la médaille de bronze en 2015 à Ravenne en Italie, et la médaille d'argent en 2016 à Prague en Tchéquie. Il a commencé le bodybuilding en 2013 et a terminé en cinquième position au 23rd Tokyo Bodybuilding Tournament de 2015. Il ne s'est pas qualifié pour la 24e compétition tenue en 2016.

## Chronologie
Les deux humoristes finissent leurs études secondaires en mars 1997.
Kasuga intègre alors l'université Nihon Daigaku au département Administration des Affaires (faculté de commerce), tandis que Wakabayashi entre à la Tôyô Daigaku au département Littérature (faculté de littérature).
Wakabayashi propose par la suite à Kasuga , incessamment, de devenir comique avec lui.
Ils forment ensuite le duo comique « Audrey ».

## Style d'humour
Leur manzai s'est fait appeler Zure Manzai par Kentarô Yabuki de Kyodo TV. « Zure ズレ» signifie « décalé » ou « pas aligné ».

## Télévision

### Émissions actuelles en tant que présentateurs
- Audrey's NFL Club (オードリーのNFL倶楽部, ôdôri no enu-efu-eru kurabu?)[11] (Nippon Television) Depuis septembre 2010

### Émissions actuelles en tant qu'invités ou chroniqueurs
- Hirunandesu! (ヒルナンデス!, hirunandesu?)[12] (Nippon Television) Depuis le 5 octobre 2011

## Sources et références
1. ↑  (ja) « オードリー｜バラエティ｜所属者一覧｜ケイダッシュステージ公式WEBサイト », sur ケイダッシュステージ公式WEBサイト (consulté le 15 juin 2023)
2. ↑  (ja) « オードリー若林、人生を賭けて臨んだ『M-1』 芸人を辞めたら「いなくなってたんじゃないかな」 (2021年12月27日) », sur Excite,‎ 27 décembre 2021 (consulté le 15 juin 2023)
3. ↑  « オードリー - TOWER RECORDS ONLINE », sur Tower Records (consulté le 15 juin 2023)
4. ↑  (ja) « 東京の子。オードリー若林さんからみた「東京」 », sur ほぼ日刊イトイ新聞 (consulté le 15 juin 2023)
5. ↑  « オードリー若林×水卜麻美アナ『日本アカデミー賞』番組ナビゲーターに », sur ORICON NEWS (consulté le 10 septembre 2023)
6. ↑  « オードリー春日、フィン水泳で銅メダル 競技歴8ヶ月で獲得も「向いていない」 », sur ORICON NEWS,‎ 5 octobre 2016 (consulté le 11 septembre 2023)
7. ↑  (ja) « オードリー春日、フィン今年は銀メダル それでも悔しい「金がいいです～」/デイリースポーツ online », sur デイリースポーツ online,‎ 11 septembre 2023 (consulté le 11 septembre 2023)
8. ↑  (ja) « オードリー春日：担当Dが語るボディービル挑戦の舞台裏 「ジム通いはフロ目的」 », sur MANTANWEB（まんたんウェブ）,‎ 23 mai 2015 (consulté le 11 septembre 2023)
9. ↑  (ja) SANKEI DIGITAL INC, « オードリー春日、ナイナイ岡村のボディビルやめた方がいい発言に「個人的に続けるのは自由」 », sur サンスポ,‎ 8 mai 2016 (consulté le 11 septembre 2023)
10. ↑  « オードリー若林正恭“ズレ漫才”の命名者とトーク「すぐ広まりました」 », sur Oricon NEWS,‎ 23 décembre 2020 (consulté le 15 juin 2023)
11. ↑  (ja) 日本テレビ放送網株式会社, « オードリーのNFL倶楽部 », sur 日本テレビ (consulté le 15 juin 2023)
12. ↑  (ja) 日本テレビ放送網株式会社, « ヒルナンデス！ », sur 日本テレビ (consulté le 15 juin 2023)